# Suleyman Alasgarov
Suleyman Alasgarov (en azerí: Süleyman Ələsgərov; Şuşa, 22 de febrero de 1924 – Bakú, 21 de enero de 2000) fue un compositor, director de orquesta, pedagogo de Azerbaiyán, Artista del Pueblo de la RSS de Azerbaiyán. Fue el autor de dos óperas, doce operetas, numerosas obras sinfónicas, cantatas, obras de teatro, romances y canciones.

## Biografía

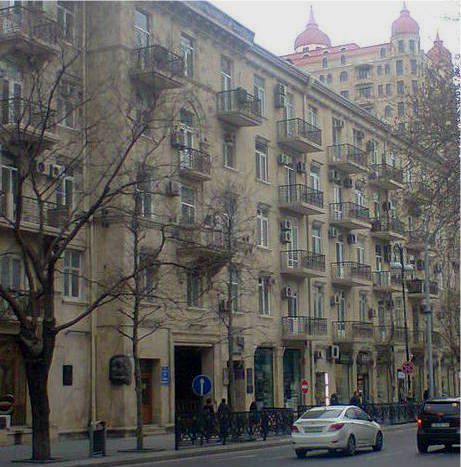
La casa en Bakú en la que vivió Suleyman Alasgarov de 1965 a 2000

Suleyman Alasgarov nació el 22 de febrero de 1924 en Şuşa. En 1948 se graduó de la Academia de Música de Bakú. Desde 1948 fue miembro del Partido Comunista de la Unión Soviética, en 1951-1952 jefe del conjunto de canción y danza de la Filarmónica Estatal de Azerbaiyán, en 1952-1954 el director del Colegio de Música de Bakú. Desde 1960 hasta 1971 fue jefe y director de orquesta del Teatro de Música Estatal Académico de Azerbaiyán.
Suleyman Alasgarov murió el 21 de enero de 2000 en Bakú y fue enterrado en el Callejón de Honor.

## Filmografía
- 1946 – “Dashkesen”
- 1953 – “Caballos de Azerbaiyán”
- 1964 – “Ulduz”
- 1974 – “La riza de la actriz”
- 2001 – “Musicólogo”
- 2007 – “Qambar Suleymanli”

## Premios y títulos
- Orden de la Insignia de Honor (1959)
- Artista de Honor de la RSS de Azerbaiyán (1960)
- Premio Estatal de la RSS de Azerbaiyán (1967)
- Artista del Pueblo de la RSS de Azerbaiyán (1974)
- Orden Shohrat (1999)